# Американский идиот
Американский идиот (англ. American Idiot) — мюзикл о трех подростках, живущих в пригороде Нью-Йорка, поставленный на Бродвее (Нью-Йорк) 16 сентября 2009 года.
В качестве основы сюжета оперы был заложен альбом группы Green Day «American Idiot» (2004), а также несколько песен из «21st Century Breakdown» (2009).

## Сюжет
Действие мюзикла начинается в недавнем прошлом с группы пригородной молодежи, несчастно живущей в Джингтауне, США. Ансамбль выражает своё недовольство через песню («American Idiot»). Один из ребят, Джонни, начинает рассказывать свою историю («Jesus of Suburbia»). Он говорит о том, что происходит из неблагополучной семьи и чувствует себя потерянным в этом мире.
Джонни идёт на вечеринку к своему другу Уиллу, где также встречает Тунни. Вскоре у компании кончается пиво и они идут в ближайший 7-Eleven. Тунни поёт о том, что их жизнь полна безделья («City of the Damned»). Понимая, что они никуда не движутся, Джонни поёт о том, что его друзьям стоит перестать заботиться о своих жизнях и обо всём вокруг них («I Don't Care»).
Появляется девушка Уилла, Хэзер. Она узнаёт, что беременна. Она видит, как её парень напивается и принимает наркотики и чувствует, что не может до него достучаться («Dearly Beloved»).
Джонни покупает билеты на автобус для себя и своих друзей, чтобы сбежать из пригорода. Перед тем, как они хотели уехать, Хэзер говорит Уиллу о своей беременности. Оставшись без каких-либо вариантов, Уилл сообщает друзьям, что вынужден остаться дома («Tales of Another Broken Home»). Джонни и Тунни уезжают из города с группой других измученных юнош («Holiday»).

## Актёрский состав
| Персонаж                         | Актёр               |
| -------------------------------- | ------------------- |
| Джонни (ориг.)                   | Джон Галлахер       |
| Тунни (ориг.)                    | Мэтт Каплан         |
| Уилл (ориг.)                     | Майкл Эспер         |
| Святой Джимми (ориг.)            | Тони Винсент        |
| Безымянная (ориг.)               | Ребекка Наоми Джонс |
| Хэзер (ориг.)                    | Мэри Фэйбер         |
| Экстраординарная девушка (ориг.) | Кристина Саджус     |

Джонни:
Также известный как Jesus of Suburbia, является главным героем истории. Да и в общем, вся история основана на его путешествии, в ходе которого он узнает о нигилизме, наркомании и приобретает опыт потерянной любви. Сначала эту роль исполнял Джон Галлахер младший, но когда тот покинул мюзикл, роль сыграл запасной актёр Ван Хьюз.
Уилл:
Друг Джонни. Тоже хочет покинуть город, но его подруга объявляет о своей беременности. Уилл вынужден остаться дома. Он расстается со своей девушкой, из-за этого его одолевает депрессия, он начинает пить и принимать наркотики. Роль исполняет Майкл Эспер. Ближе к закрытию роль достается Джастину Гуарини.
Тунни:
Друг Джонни. Сопроводив Джонни в другой город, Тунни отправляется на войну. Он получает серьёзные ранения и теряет ногу. Во время своей реабилитации он влюбляется в медсестру (Extraordinary Girl). Она сопровождает его до дома в конце всей истории. Мэтт Каплан играл роль Тунни в Беркли, но когда мюзикл переехал на Бродвей, Старк Сэндс играл роль, ближе к закрытию роль досталась Дэвиду Ларсен.
Безымянная:
Безымянная ("Как-там-её") привлекательная девушка, в которую влюбляется Джонни. Она решает с ним расстаться, так как их отношения взаимно разрушительные, и уходит от него. На протяжении всего мюзикла роль исполняла Ребекка Наоми Джонс.
Хэзер:
Подруга Уилла. Из-за её беременности Уилл был вынужден остаться дома. Ей не по душе образ жизни Уилла, поэтому она порывает с ним и начинает отношения с другим человеком, чтобы защитить своего ребёнка. В конечном итоге, она ведет гламурный образ жизни, а Уилл из-за неё попадает в мир запоя и наркомании. Ближе к закрытию роль досталась Жанне Де Ваал, до этого роль исполняла Мэри Фэйбер.
Экстраординарная девушка:
Медсестра, в которую влюбляется Тунни во время своей реабилитации, она также является в снах и фантазиях Тунни. В конечном итоге, она тоже влюбляется в Тунни и сопровождает его домой. Ближе к закрытию роль досталась Либби Винтерс, до этого роль исполняла Кристина Саджус.
Святой Джимми:
Энергичный, любящий острые ощущения наркоторговец. Он встречает Джонни, когда тот уходит из дома, он учит его пить, принимать наркотики и знакомит с Whatsername. Святой Джимми совершает самоубийство. Большую часть времени роль исполнял бродвейский актёр Тони Винсент. Так же какое-то время роль исполнял Билли Джо Армстронг.

## История мюзикла
Концептуальный альбом «American Idiot» Green Day выпустили в 2004 году. По словам вокалиста группы Билли Джо, альбом был преднамеренно создан для рок-мюзикла. Также он сказал, что альбом подошёл бы для создания фильма. Режиссёр Майк Майер, послушав альбом, сразу решил адаптировать его для сцены. Он предложил Green Day сотрудничать, и они согласились.
После запуска в Berkeley Repertory Theatre в 2009 году, шоу переезжает на Бродвей, в St. James Theatre. Анонсы мюзикла начали показывать 24 марта 2010 года, официальное открытие состоялось 20 апреля 2010 года.
Сами Green Day не имели к мюзиклу отношения, хотя Билли Джо Армстронг несколько раз исполнял роль St.Jimmy, за что получил награду как лучший артист на замену.
Закончили показ 24 апреля 2011 года, после 422 выступлений.

### Бродвей
Мюзикл переехал на Бродвей 24 марта 2010 года, официально открыт 20 апреля 2010. Ходят слухи, что шоу заработало около 10 млн долларов после шести месяцев показов. В актёрском составе произошли некоторые изменения: Старк Сэндс в роли Тунни.
26 сентября 2010 года Билли Джо Армстронг написал в своем твиттере, что он будет играть роль святого Джимми. С этим известием продажи билетов увеличились на 77 %, а цена билетов увеличилась на 22 %. Армстронг делал все, чтобы помочь протолкнуть шоу, но все же после его ухода продажи билетов резко спали. Тогда New York Times намекнули, что если Армстронг не вернется, шоу можно закрывать. Билли Джо вернулся в спектакль за три недели до закрытия.

### Национальный тур
11 февраля 2011 года было объявлено начало тура «Американского идиота».

## Награды
Шоу получало в основном положительные отзывы от критиков и восторженный отзыв от The New York Times.
"Американский идиот" выиграл 2 Tony Awards.
13 февраля 2011 он выиграл премию Грэмми за лучший музыкальный шоу-альбом.